# Anyphaena dominicana
Anyphaena dominicana är en spindelart som beskrevs av Roewer 1951. Anyphaena dominicana ingår i släktet Anyphaena och familjen spökspindlar. Inga underarter finns listade i Catalogue of Life.